# Frankenbacher Schotter
Frankenbacher Schotter ist ein Naturschutzgebiet auf dem Gebiet der baden-württembergischen Stadt Heilbronn und der Gemeinde Leingarten.

## Kenndaten
Das Naturschutzgebiet wurde mit Verordnung des Regierungspräsidiums Stuttgart vom 24. Juni 2008 ausgewiesen und hat gemäß Schutzgebietsverordnung eine Größe von 14,4 Hektar. Es wird unter der Schutzgebietsnummer 1.273 geführt. Der CDDA-Code für das Naturschutzgebiet lautet 389593  und entspricht der WDPA-ID.

## Lage und Beschreibung
Das Schutzgebiet liegt zwischen Leingarten und dem Heilbronner Stadtteil Frankenbach. Es umfasst den früheren Abbaubereich der Sand- und Kiesgrube „Ingelfinger“ einschließlich der rekultivierten und direkt angrenzenden
landwirtschaftlich genutzten Flächen. 
Das NSG liegt im Naturraum 125-Kraichgau innerhalb der naturräumlichen Haupteinheit 12-Neckar- und Tauber-Gäuplatten und gehört zum 2146 Hektar großen FFH-Gebiet Nr. 6820-311 Heuchelberg und östlicher Kraichgau.

## Schutzzweck
Schutzzweck ist gemäß der Schutzgebietsverordnung die Sicherung und der Erhalt eines durch die Kombination von Lösssteilwänden, Stillgewässern, offenen Kiesflächen, Ruderalflächen, Gehölzen, Wiesen und Äckern geprägten Landschaftsausschnitts als Lebens- und Fortpflanzungsgebiet für verschiedene, z. T. vom Aussterben bedrohte oder stark gefährdete Tierarten, insbesondere für Insekten-, Amphibien-, Reptilien- und Vogelarten; als Lebensraum seltener Pflanzenarten und als Bestandteil des „Natura 2000“-Netzwerks mit europaweit bedeutsamen Arten.
Es dient auch der Sicherung eines ungestörten Aufschlusses des Geotops Frankenbacher Sande und der darüber liegenden Lössdeckschichten in einer ehemaligen Abbaugrube als einzigartiges erd- und landschaftsgeschichtliches Dokument und Forschungsobjekt von überregionaler geowissenschaftlicher und landeskundlicher Bedeutung sowie als letzter aufgeschlossener Bereich alt- bis mittelpleistozäner Flussablagerungen und als bedeutsame Fundstelle von Fossilien des Zeitabschnitts vor etwa 870 000 bis 400 000 Jahren im mittleren Neckarraum. Außerdem dient es als repräsentatives Referenz- und Demonstrationsobjekt für Bildung und Lehre.
Schutzzweck ist darüber hinaus die Erhaltung der in dem Gebiet vorkommenden wildlebenden
Tierarten Gelbbauchunke (Bombina variegata) und Kammmolch (Triturus cristatus) nach Anhang II der FFH-Richtlinie.